# Ranchot
 (mars 2015).
Si vous disposez d'ouvrages ou d'articles de référence ou si vous connaissez des sites web de qualité traitant du thème abordé ici, merci de compléter l'article en donnant les références utiles à sa vérifiabilité et en les liant à la section « Notes et références ».
Ranchot est une commune française située dans le département du Jura, dans la région culturelle et historique de Franche-Comté et la région administrative Bourgogne-Franche-Comté.

## Géographie
Ranchot est un  village du Jura de près de 500 habitants, situé entre la route départementale 673 et la rivière le Doubs, le canal du Rhône au Rhin et la voie ferrée Dole-Besançon. Son altitude s'établit entre 216 et 248 mètres.

### Climat
Pour des articles plus généraux, voir Climat de la Bourgogne-Franche-Comté et Climat du département du Jura.
En 2010, le climat de la commune est de type climat des marges montargnardes, selon une étude du Centre national de la recherche scientifique s'appuyant sur une série de données couvrant la période 1971-2000. En 2020, Météo-France publie une typologie des climats de la France métropolitaine dans laquelle la commune est exposée à un climat semi-continental et est dans la région climatique Jura, caractérisée par une forte pluviométrie en toutes saisons (1 000 à 1 500 mm/an), des hivers rigoureux et un ensoleillement médiocre.
Pour la période 1971-2000, la température annuelle moyenne est de 10,7 °C, avec une amplitude thermique annuelle de 17 °C. Le cumul annuel moyen de précipitations est de 1 057 mm, avec 12,7 jours de précipitations en janvier et 9,2 jours en juillet. Pour la période 1991-2020, la température moyenne annuelle observée sur la station météorologique de Météo-France la plus proche, « Dannemarie-sur-Crète », sur la commune de Dannemarie-sur-Crète à 13 km à vol d'oiseau, est de 11,3 °C et le cumul annuel moyen de précipitations est de 1 066,6 mm. 
La température maximale relevée sur cette station est de 39,9 °C, atteinte le 25 juillet 2019 ; la température minimale est de −22 °C, atteinte le 9 janvier 1985,,.
Les paramètres climatiques de la commune ont été estimés pour le milieu du siècle (2041-2070) selon différents scénarios d'émission de gaz à effet de serre à partir des nouvelles projections climatiques de référence DRIAS-2020. Ils sont consultables sur un site dédié publié par Météo-France en novembre 2022.

## Urbanisme

### Typologie
Au 1er janvier 2024, Ranchot est catégorisée bourg rural, selon la nouvelle grille communale de densité à sept niveaux définie par l'Insee en 2022.
Elle est située hors unité urbaine. Par ailleurs la commune fait partie de l'aire d'attraction de Besançon, dont elle est une commune de la couronne,. Cette aire, qui regroupe 310 communes, est catégorisée dans les aires de 200 000 à moins de 700 000 habitants,.

### Occupation des sols
L'occupation des sols de la commune, telle qu'elle ressort de la base de données européenne d’occupation biophysique des sols Corine Land Cover (CLC), est marquée par l'importance des forêts et milieux semi-naturels (43,7 % en 2018), une proportion sensiblement équivalente à celle de 1990 (43,9 %). La répartition détaillée en 2018 est la suivante : 
forêts (43,7 %), terres arables (34,1 %), zones urbanisées (7,7 %), prairies (7,1 %), eaux continentales (6,3 %), zones agricoles hétérogènes (1,1 %). L'évolution de l’occupation des sols de la commune et de ses infrastructures peut être observée sur les différentes représentations cartographiques du territoire : la carte de Cassini (XVIIIe siècle), la carte d'état-major (1820-1866) et les cartes ou photos aériennes de l'IGN pour la période actuelle (1950 à aujourd'hui).

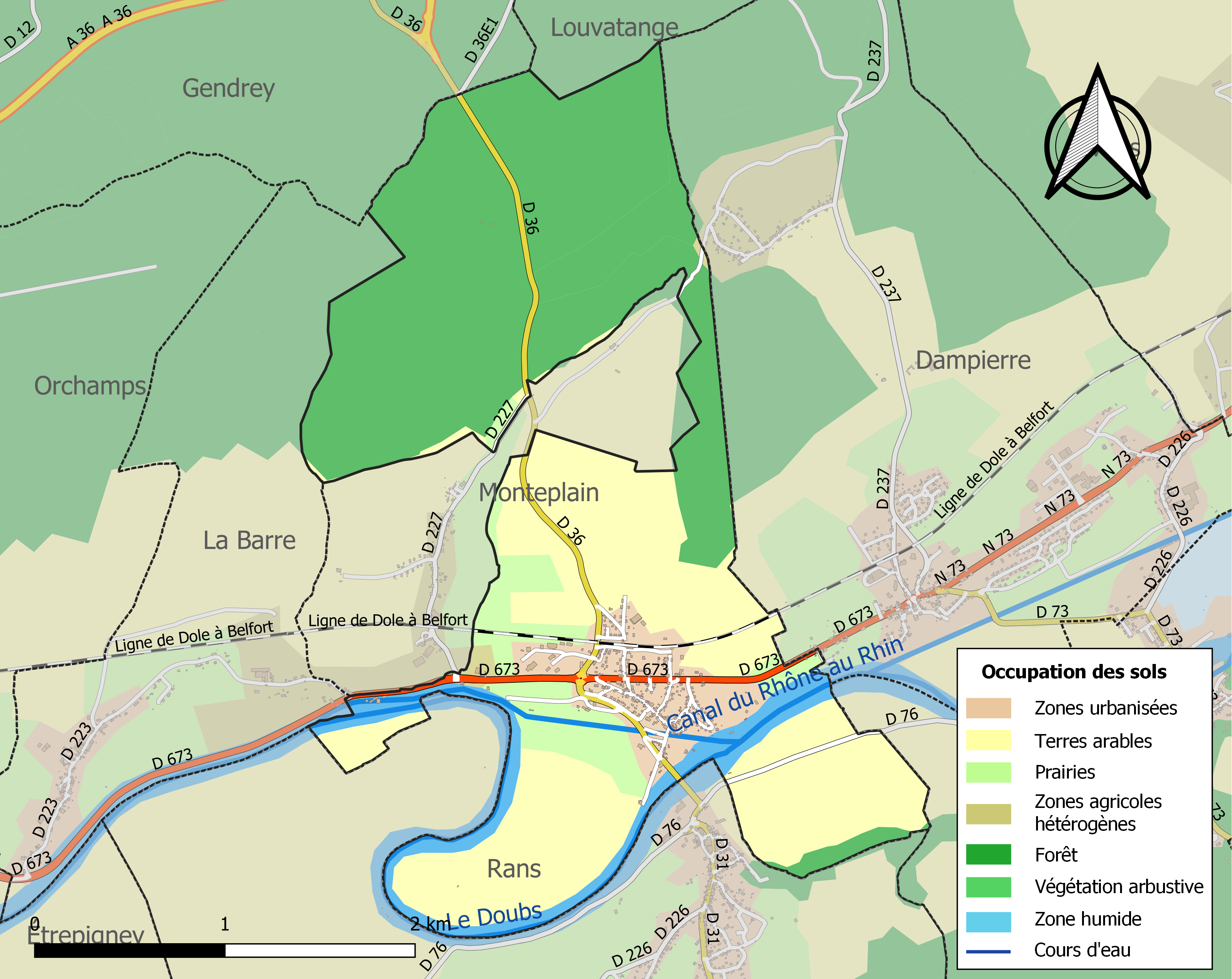
Carte des infrastructures et de l'occupation des sols de la commune en 2018 (CLC).

## Histoire

### Époques préhistorique et romaine

#### Le site et son occupation

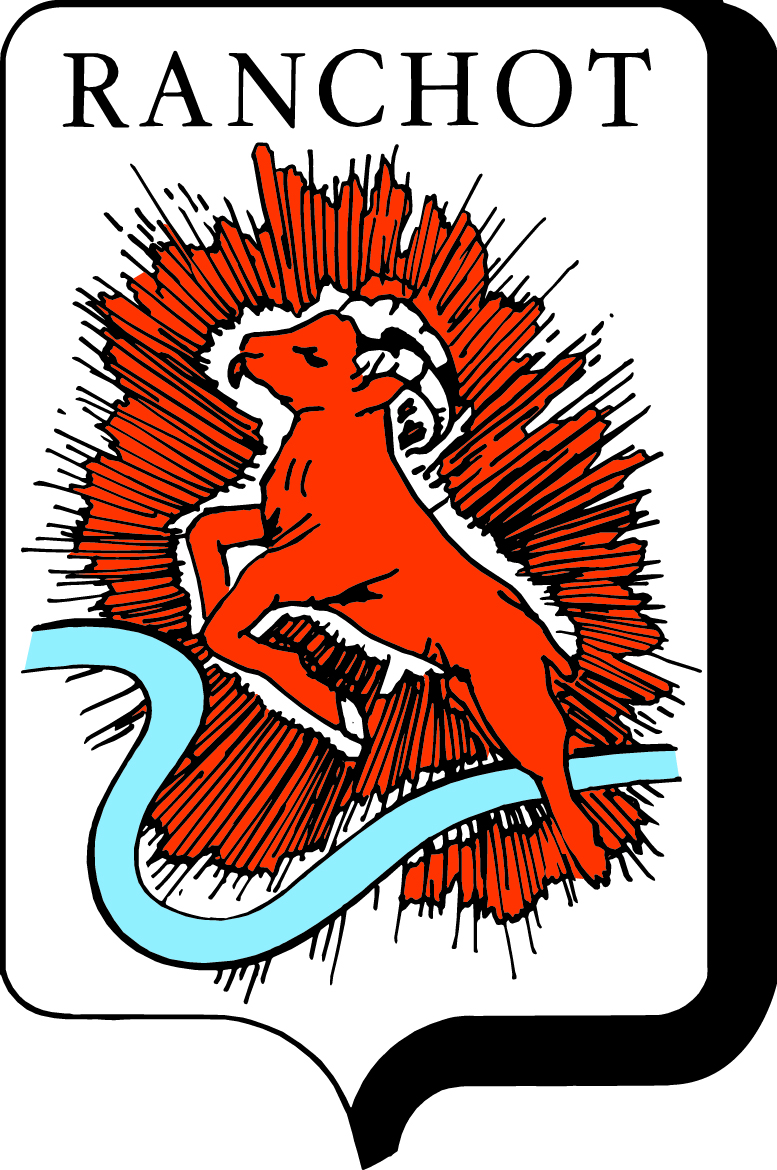
Armoiries.

Durant l’époque préhistorique et romaine, le site actuel de Ranchot ne semble pas avoir été habité par les hommes. Toutefois l’existence de grottes préhistoriques (abri du colonel Martin) sur Ranchot témoignent de la présence des premiers hommes dans la vallée du Doubs.
À l’époque romaine on assiste à la construction d’une voie reliant Chalon-sur-Saône à Besançon et qui traverse la commune de Ranchot aux lieux-dits « en Bellevoye » et « sur la Levée ». Un autre axe de liaison est construit à cette époque reliant la voie romaine au castrum installé à la place de l’actuel château de Rans. Cet ouvrage fortifié romain constitue un poste d’observations et un moyen de contrôle militaire de la vallée du Doubs. La seconde liaison secondaire reliant la voie romaine et le castrum semblent avoir été à l’origine de l’occupation du site de Ranchot à l’époque médiévale.

### Moyen Âge et Renaissance
À l’époque médiévale, Ranchot devient un village agricole. On cultive les céréales et la vigne, on pratique l’élevage.
L’artisanat et le commerce viennent compléter cette activité principale tant pour répondre à la demande locale qu’en raison de la situation de Ranchot à proximité d’une voie importante de communications.
Ceci étant, contrairement à d’autres villages, tels que Fraisans ou Dampierre, l’industrie du fer qui se développe à cette période dans la vallée du Doubs n’aura qu’un impact limité sur le développmeent du village.
On note seulement l’existence d’un martinet dit « martinet de la Grabusse » installé sur le ruisseau de Pragny au Nord du village.
L’urbanisation de Ranchot s’effectue suivant un principe linéaire :
- Les constructions se localisent sur le rebord du plateau et s’organisent autour de la voie qui relie Rans à l’axe de déplacement principal qui longe la vallée du Doubs.
- De type unique, les constructions sont en pierres, possèdent un toit en chaume et n’ont pas d’étage.

Ces bâtisses sont des fermes utilisées indifféremment pour l’activité agricole, l’artisanat ou le commerce. Ceci s’explique par le fait que ces deux dernières activités sont fréquemment doublées d’une seule activité agricole annexe. Seule la chapelle fondée en 1430 diffère de ces constructions.

### Temps modernes

#### Les activités et les échanges
L’essor de industrie du fer se poursuit au cours de la période préindustrielle dans la vallée du Doubs avec le développement des forges de Fraisans et l’installation d’un haut fourneau en l’an 1705 à Rans. L’extraction de la mine alimentant ces deux centres se poursuit quant à elle à raison de 4 000 tonnes par an au lieu-dit « Les Minerais » sur la commune de Dampierre.
Ranchot continue pour sa part à s’affirmer comme un village agricole (cultures, élevages).
Toutefois, sa localisation à proximité des forges de Rans et sa situation sur l’axe « Les Minerais » / Rans commence à influer sur le développement économique du village. En effet des voituriers qui exercent fréquemment une activité complémentaire à Ranchot acheminent le minerai du lieu-dit « Les Minerais » à Rans et transportent en sens inverses une partie du bois aux « Minerais »
Plus tard le port situé sur le canal donnera lieu à une activité supplémentaire organisée autour du déchargement du bois et à l’embarquement du fer en direction de la vallée de la Saône.
L’activité de transport qui se développe à Ranchot au cours de cette période et qui se trouve être fortement liée à l’industrie du fer, trouve également un débouché dans l’acheminement des denrées alimentaires. En particulier, on notera le voiturage des grains jusqu’au « Moulin des Malades » et, en sens inverse, le transport des farines en direction des villages alentour.
En ce qui concerne l’artisanat et le commerce, ils se développent en symbiose avec les activités économiques traditionnelles et le milieu naturel. Ainsi on assiste à l’ouverture de carrières de pierres de taille et de pierres ordinaires dans l’espace communal.

#### La population et l’habitat

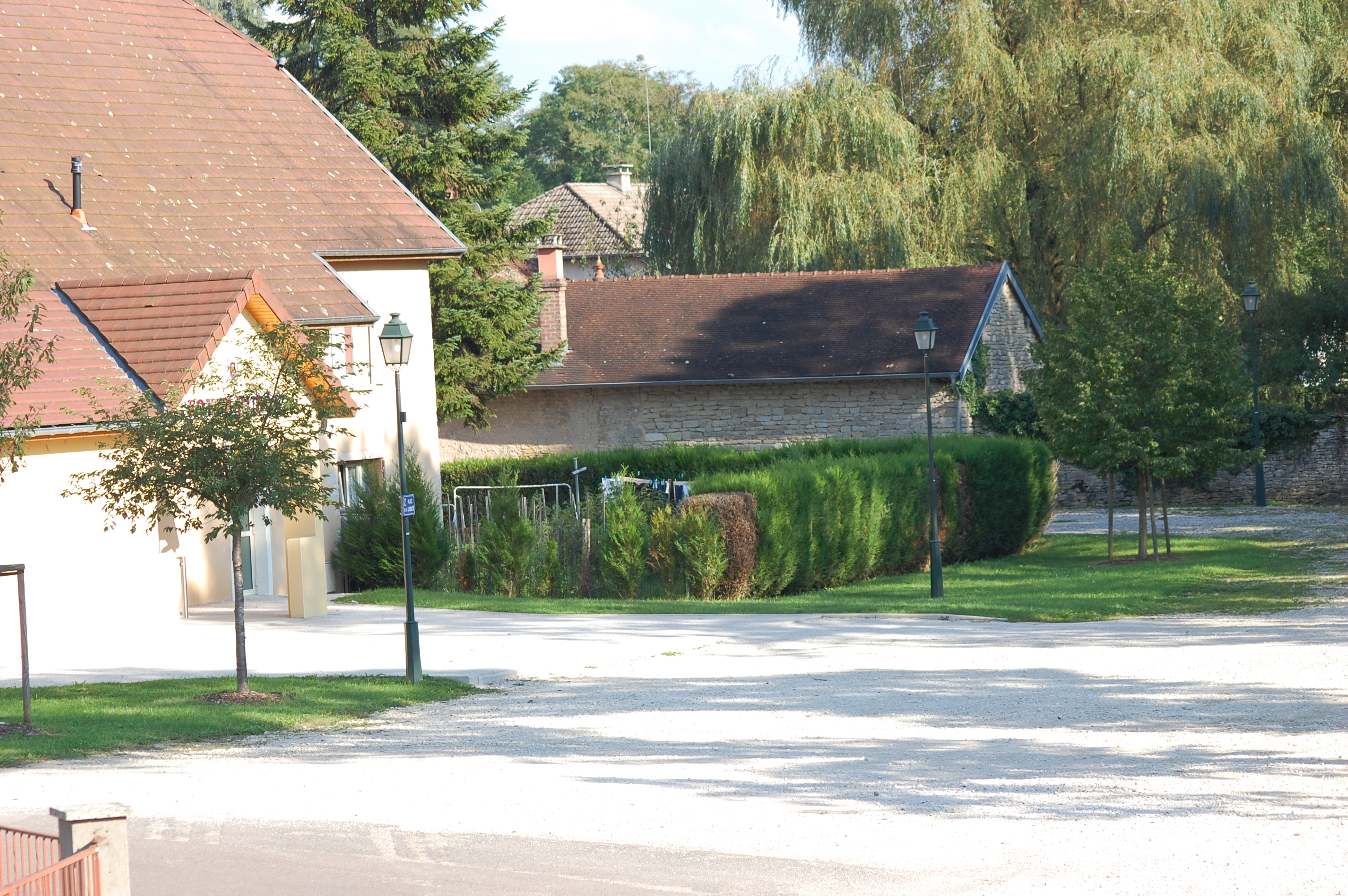
Foyer rural et sa place.

Le premier recensement dont nous disposons nous apprend que le nombre de personnes résidant à Ranchot s’élevait à 233. Par la suite, ce chiffre ne devait pas connaître de fluctuations très importantes, jusqu’au début de l’ère industrielle. On remarquera par ailleurs que le village de Ranchot fut détruit au cours de la guerre de Dix ans et que la peste qui s’ensuivit fit périr ses habitants. C’est ainsi qu’à Ranchot aucune construction n’est actuellement antérieure au XVIIe siècle.
Alors que les constructions étaient toutes couvertes en chaume au cours de la période précédente on relève qu’il existe 29 maisons sur 83 couvertes de tuiles en 1856. D’autre part, alors que les constructions étaient sans étage à l’époque médiévale, on observe qu’en 1856, 23 maisons sur 83 possèdent un niveau et qu’il existe même une maison à deux étages. Quant aux équipements construits au cours de cette période, ceux-ci concernent essentiellement l’eau (forage de 2 puits communaux et construction d’une fontaine).

### Révolution et Empire

#### Les activités et les échanges
Cette époque marque l’apogée et le terme de l’activité liée au fer dans la région. Au début de XIXe siècle, l’industrie du fer connaît de sérieuses difficultés avec tout à la fois l’épuisement des mines « des Minerais » vers 1840 et la nécessité d’ouvrir une nouvelle concession à Ougney, la surexploitation de la forêt de Chaux obligeant à rechercher très loin le bois nécessaire aux forges et enfin la concurrence très vive des industriels anglais qui utilisent la houille comme combustible pour l’obtention de la fonte. Ces difficultés vont entraîner une concentration de l’industrie régionale du fer (regroupement de 14 établissements en 1854) ; la mise en œuvre de nouvelles techniques de fabrication à Fraisans (création de la Forge Anglaise) et le développement du haut-Fourneau de Rans pour alimenter cette dernière.
L’annexion de l’Alsace/Lorraine par l’Allemagne va en outre contribuer à ouvrir considérablement le marché national du fer et concourir au développement très important des forges à partir de cette période. Cet essor se poursuivra jusqu'en 1918 (la production étant alors en grande partie absorbée par la défense nationale) puis, la sidérurgie lorraine revenant dans le patrimoine français, le déclin des forges s’amorcera par suite du manque de compétitivité de industrie locale, et aboutira à la fermeture définitive des forges de Fraisans en 1936. L’essor puis la récession de l’industrie locale du fer va influer directement sur l’ascendance économique de Rans sur Ranchot. Tout en conservant une spécificité agricole (en déclin toutefois depuis le milieu de XIXe siècle) Ranchot devient un pôle de main d’œuvre employée dans les forges de Rans et ce titre subit les fluctuations de l’activité des forges. Ainsi, en 1881, 10 habitants de Ranchot travaillent à Rans. En 1902 ce chiffre passe à 32 habitants pour tomber finalement à une personne en 1931.

#### Les liaisons

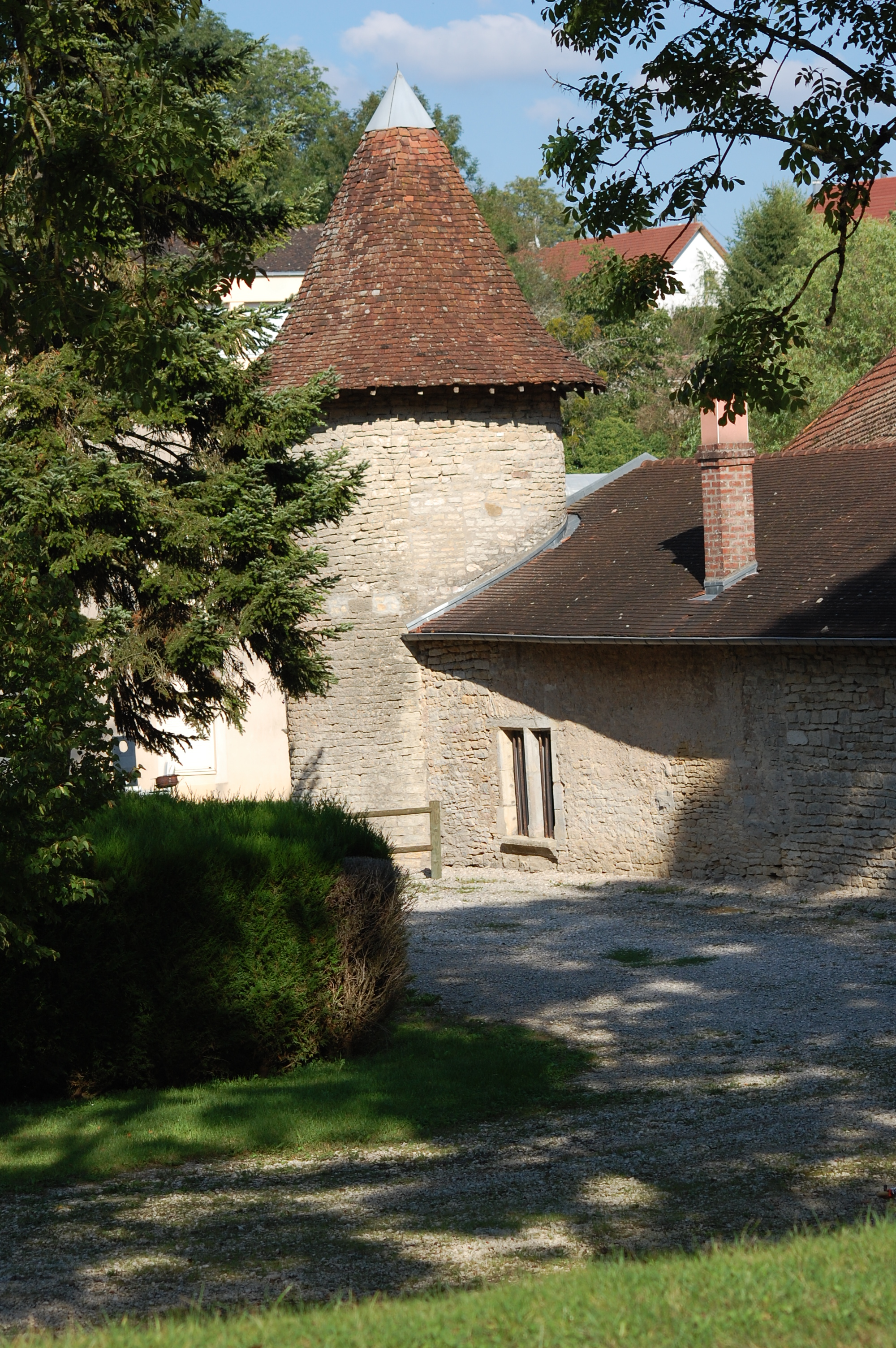
Tour privée, au centre bourg.

Les deux faits marquants dans ce domaine sont :
- D’une part, la création de la voie ferrée reliant Dole à Besançon en 1855 et la construction d’une gare de 3e classe à Ranchot,
- D’autre part, la construction de la voie ferrée Ougney/Rans/Fraisans liée exclusivement à l’activité du fer.

#### Population et habitat
Après avoir connu un essor sans précédent, la population de Ranchot atteint 407 personnes en 1876. Ce chiffre ne sera par la suite jamais dépassé.
Quant à la récession qui fait suite à cet extremum, elle est imputable pour partie à la chute de l’industrie locale du fer et au début de l’exode rural. En 1936, la population communale tombe à 216 habitants, chiffre qui constitue lui aussi un record dans la mesure où depuis 1876 le nombre d’habitants n’est jamais descendu au-dessous de cette barre. La population de Ranchot composée essentiellement d’agriculteurs jusqu’au début du XIXe siècle, amorce une décroissance continue qui se poursuivra jusqu’à la période actuelle. Parallèlement, la population ouvrière s’est accrue de façon sensible pour décroître au fil des différentes récessions de l’industrie locale du fer. Il faudra attendre la libération pour que cette tendance s’inverse à nouveau. En ce qui concerne l’habitat de la période de la première révolution industrielle, on observe que si celui-ci se compose pour une part importante de fermes construites dans le passé, il faut noter que l’évolution constatée au cours de la période antérieure se poursuit à savoir :
- Remplacement des couvertures en chaume par des couvertures en tuiles,
- Élévation des constructions (en 1896 existent deux maisons possédant deux étages)

Toutefois, le fait marquant dans le domaine de l’habitat au cours de cette période provient de la construction des « séries ouvrières » entre le pont du canal et le pont du Doubs. Ces constructions destinées à loger les ouvriers travaillant aux forges de Rans ont été construites dans les moellons incorporant pour une bonne part des scories issues de la fonte.

#### Époque contemporaine

##### Les activités et les échanges
À partir de la Libération, Ranchot va changer d’échelle économique et tomber progressivement dans l’aire d’attraction de Besançon et de Dole. Cette situation est tout à la fois la conséquence de l’effondrement de l’industrie régionale du fer, du redéploiement industriel sur les métropoles régionales et de l’essor industriel de l’après-guerre. En ce qui concerne l’activité agricole, il faut noter que la chute de la population agricole amorcée de longue date s’est brusquement accélérée au tournant des années 1950. De plus, alors que cette activité était jusque-là très nettement orientée vers la culture, elle a opéré une réorientation vers l’élevage.
La conséquence de cette évolution s’est traduite par une progression importante des prairies.

##### Population et habitat
Depuis la Libération, la population communale a stagné jusqu’en 1962. À partir de cette date, elle a enregistré une croissance légère qui tend aujourd’hui à se stabiliser. Ce phénomène est imputable aux possibilités réduites d’urbanisation laissées par les nombreuses contraintes techniques et naturelles qui découpent le territoire communal. Le fait nouveau dans l'habitat provient des pavillons dont l’engouement à partir de 1968 a été très vif.

#### De nos jours

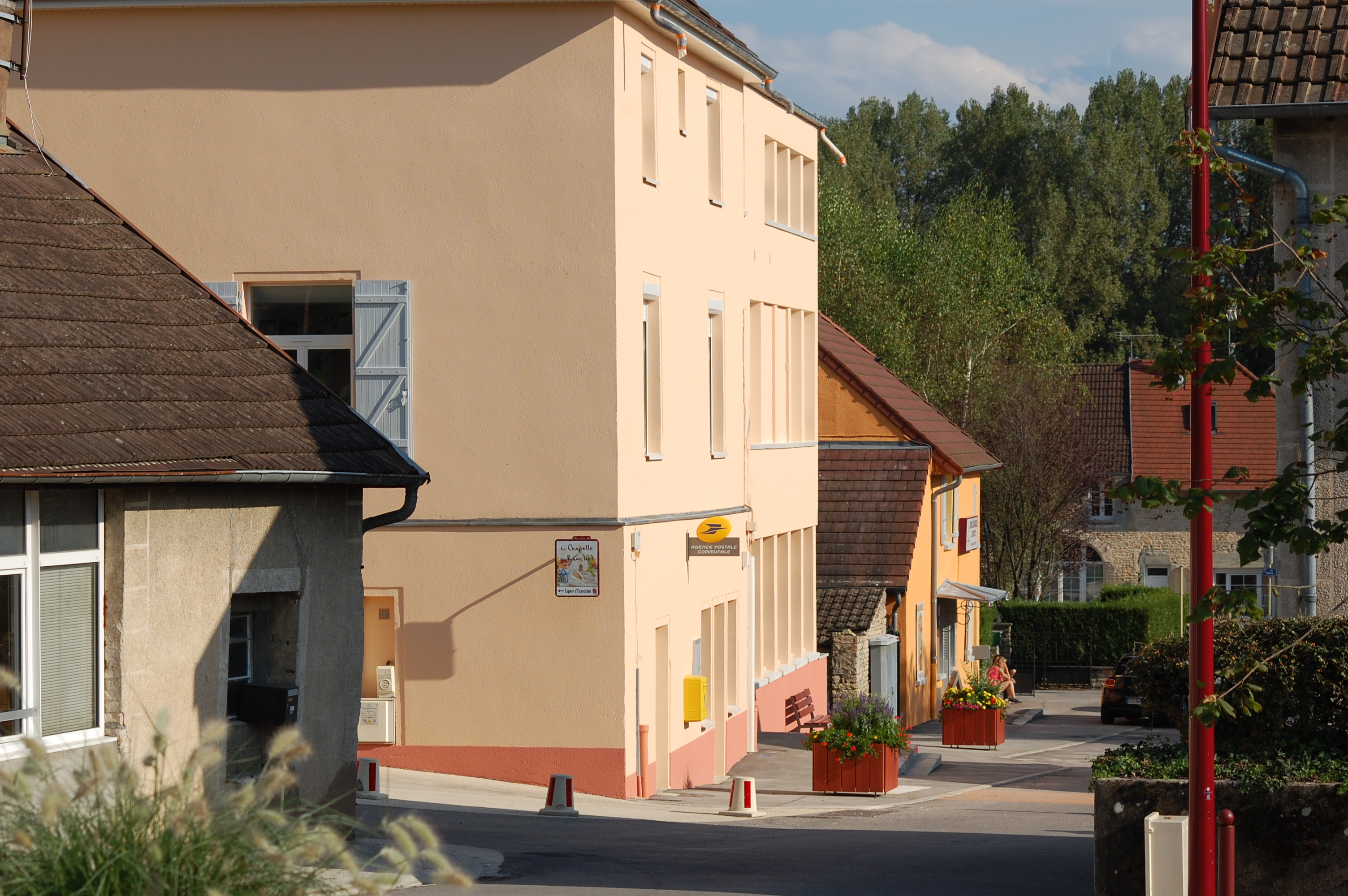
Vue du bâtiment de la Mairie de Ranchot et de la boulangerie du centre Bourg.

La population de Ranchot a très fortement progressé au cours de la dernière période intercensitaire. En neuf ans, la commune a gagné 91 habitants (439 en 1999). Ainsi, après avoir été en dents de scie entre 1968 et 1990, la croissance de la population de Ranchot a retrouvé un rythme soutenu à partir de 1990. La population légale pour le millésime 2008 est de 482. À fin 2015, la population est de 487 habitants. L’attractivité des aires de Dole et Besançon est confirmée, l’activité étant largement orientée vers ces deux pôles.

## Politique et administration
| Période   | Période   | Identité           | Etiquette   | Qualité                              |
| --------- | --------- | ------------------ | ----------- | ------------------------------------ |
| ?         | 1942      | Adolphe Flamier    |             | Révoqué par le Gouvernement de Vichy |
| mars 1959 | mars 2001 | Henri Paul         | DVG puis PS | Agriculteur                          |
| mars 2001 | mars 2008 | Danielle Locatelli | SE          | Retraitée                            |
| mars 2008 | mai 2020  | Éric Montignon     | DVD         | Cadre                                |
| mai 2020  | en cours  | Séverine Deville   | SE          | Chauffeuse de taxi                   |

## Population et société

### Démographie
L'évolution du nombre d'habitants est connue à travers les recensements de la population effectués dans la commune depuis 1793. Pour les communes de moins de 10 000 habitants, une enquête de recensement portant sur toute la population est réalisée tous les cinq ans, les populations de référence des années intermédiaires étant quant à elles estimées par interpolation ou extrapolation. Pour la commune, le premier recensement exhaustif entrant dans le cadre du nouveau dispositif a été réalisé en 2004.
En 2022, la commune comptait 507 habitants, en évolution de +4,32 % par rapport à 2016 (Jura : −0,81 %, France hors Mayotte : +2,11 %).
| 1793 | 1800 | 1806 | 1821 | 1831 | 1836 | 1841 | 1846 | 1851 |
| ---- | ---- | ---- | ---- | ---- | ---- | ---- | ---- | ---- |
| 264  | 224  | 204  | 245  | 273  | 278  | 310  | 333  | 302  |

| 1856 | 1861 | 1866 | 1872 | 1876 | 1881 | 1886 | 1891 | 1896 |
| ---- | ---- | ---- | ---- | ---- | ---- | ---- | ---- | ---- |
| 339  | 358  | 387  | 383  | 407  | 360  | 339  | 347  | 341  |

| 1901 | 1906 | 1911 | 1921 | 1926 | 1931 | 1936 | 1946 | 1954 |
| ---- | ---- | ---- | ---- | ---- | ---- | ---- | ---- | ---- |
| 312  | 325  | 302  | 260  | 233  | 244  | 216  | 265  | 265  |

| 1962 | 1968 | 1975 | 1982 | 1990 | 1999 | 2004 | 2006 | 2009 |
| ---- | ---- | ---- | ---- | ---- | ---- | ---- | ---- | ---- |
| 281  | 331  | 356  | 331  | 348  | 439  | 487  | 485  | 469  |

| 2014 | 2019 | 2022 | - | - | - | - | - | - |
| ---- | ---- | ---- | - | - | - | - | - | - |
| 487  | 504  | 507  | - | - | - | - | - | - |

## Lieux et monuments
- La Chapelle Saint-Étienne : fondée en 1430, elle est devenue un lieu d'exposition culturelle après rénovation par des citoyens de la commune.
- Les puits couverts.
- La vallée du Doubs avec :
  - le barrage,
  - le canal du Rhône au Rhin,
  - la halte fluviale,
  - la véloroute EuroVelo 6.

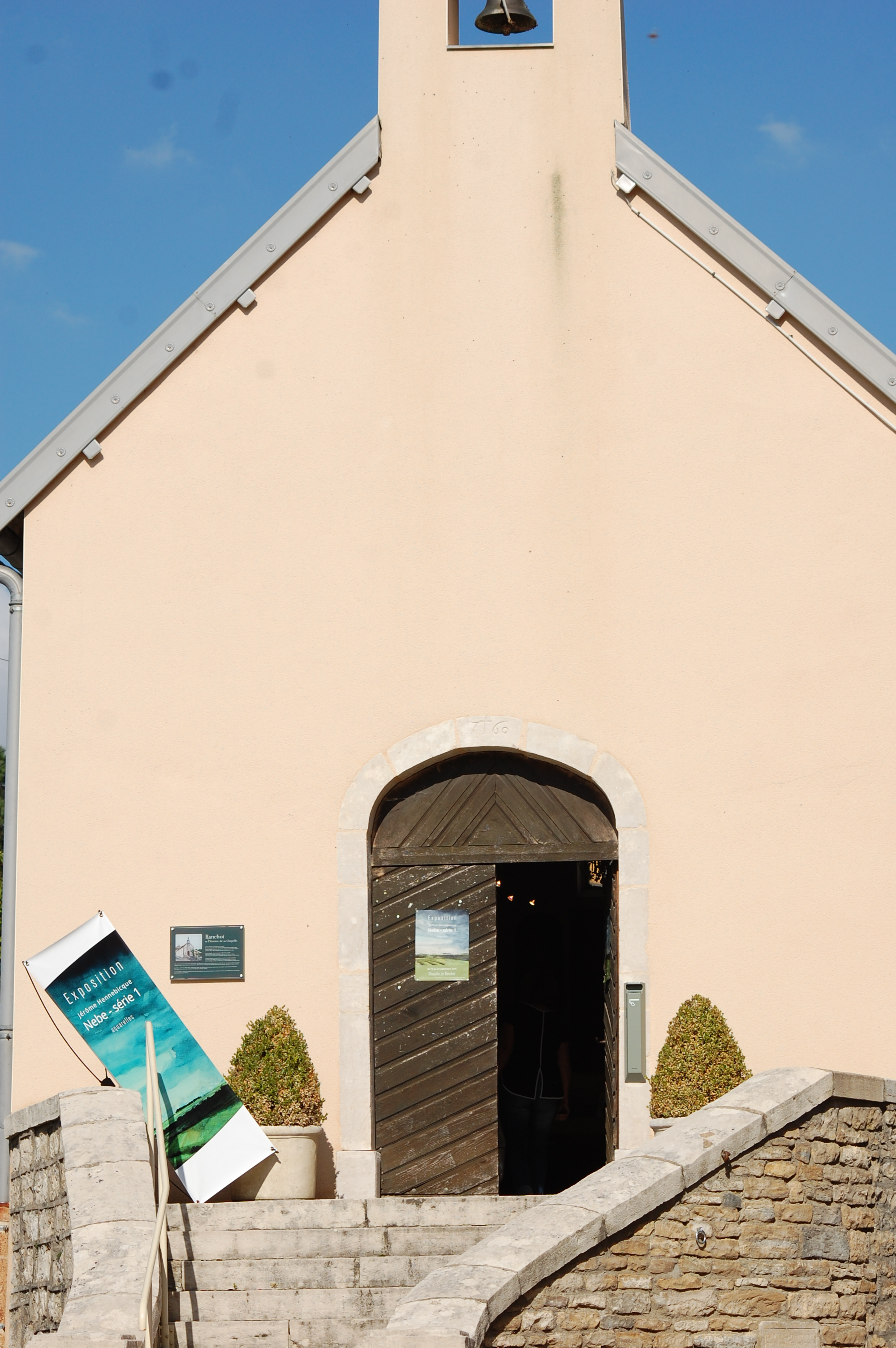
Chapelle.
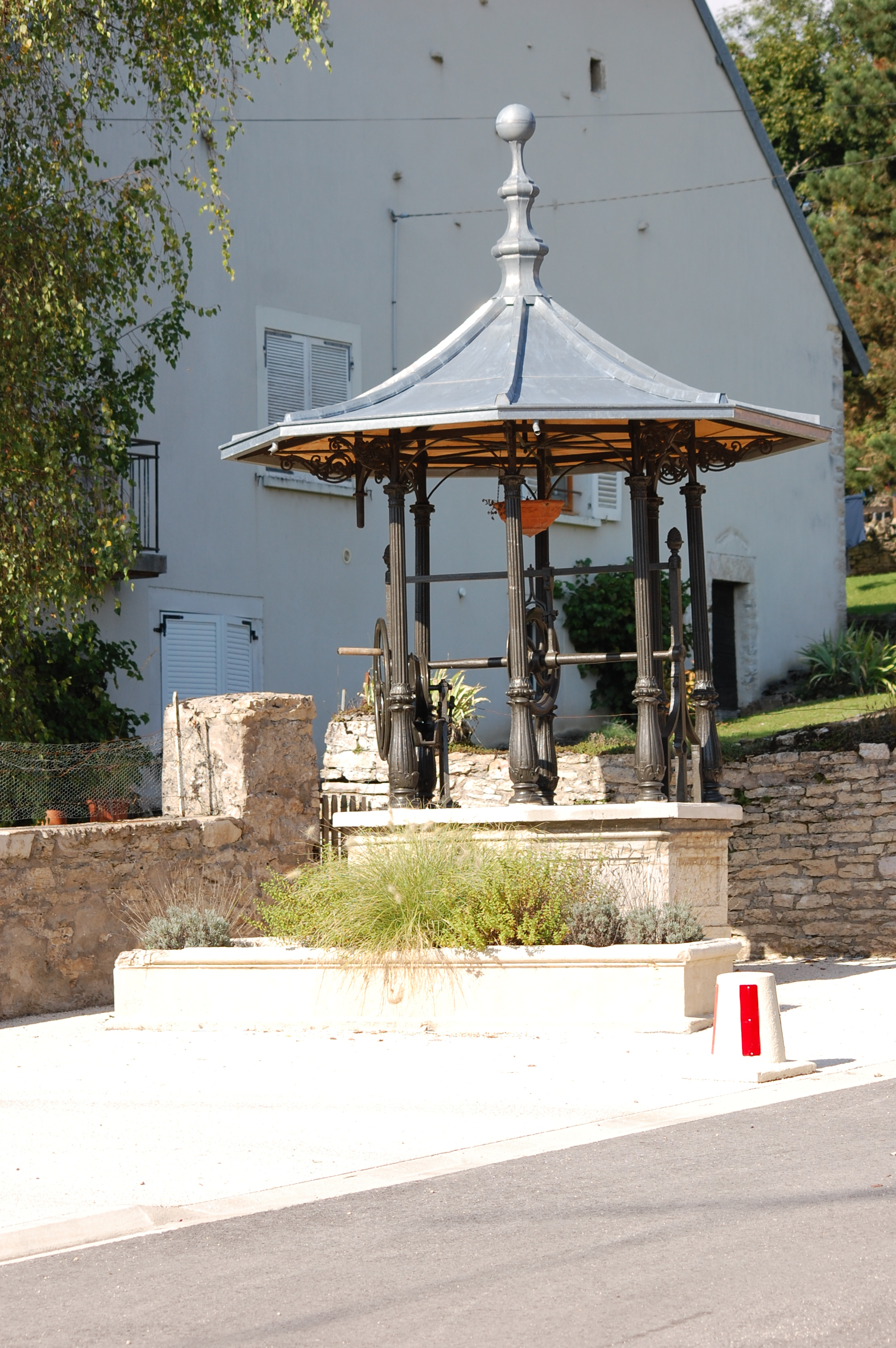
Puits couvert.
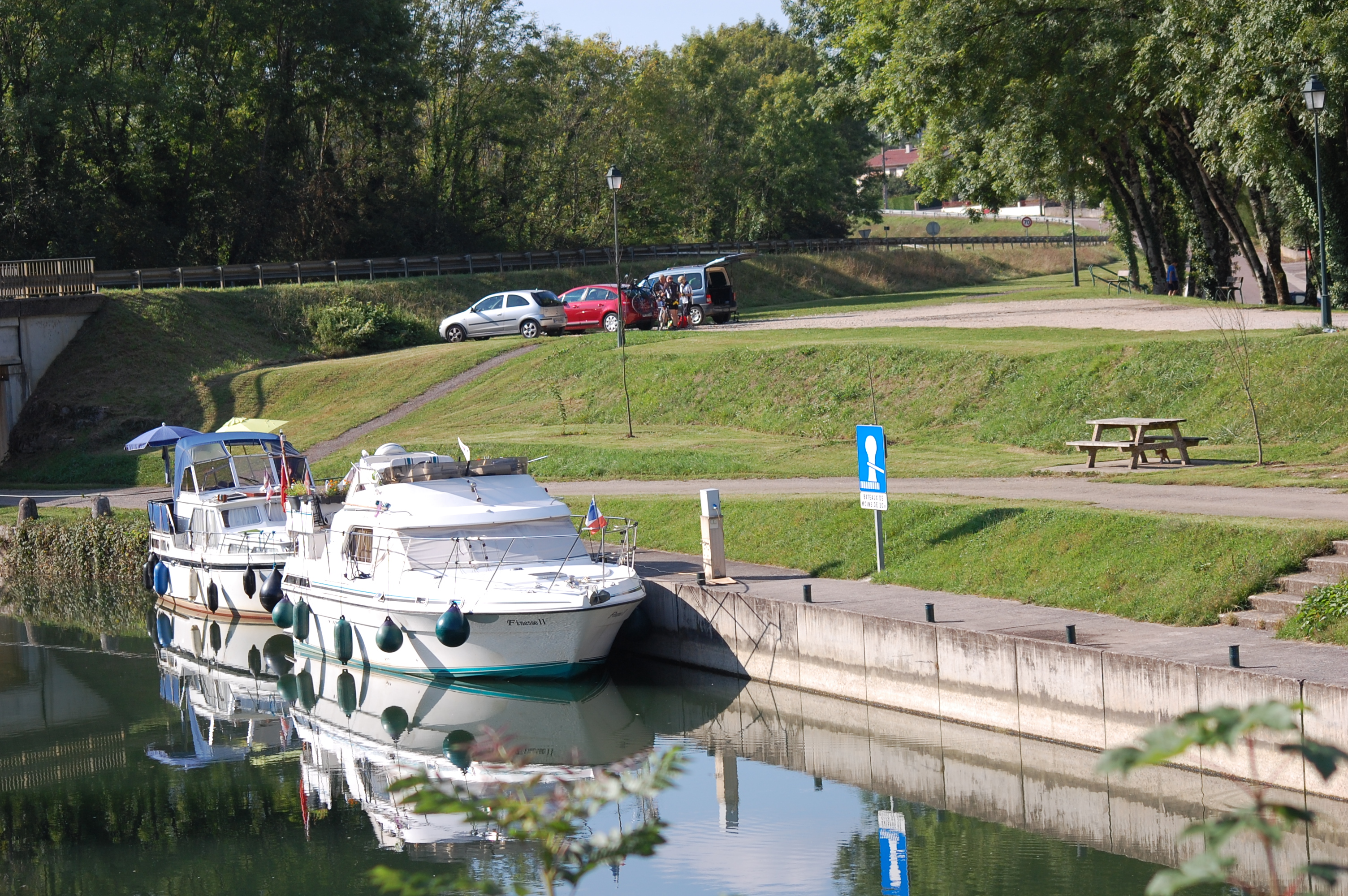
Appontement.
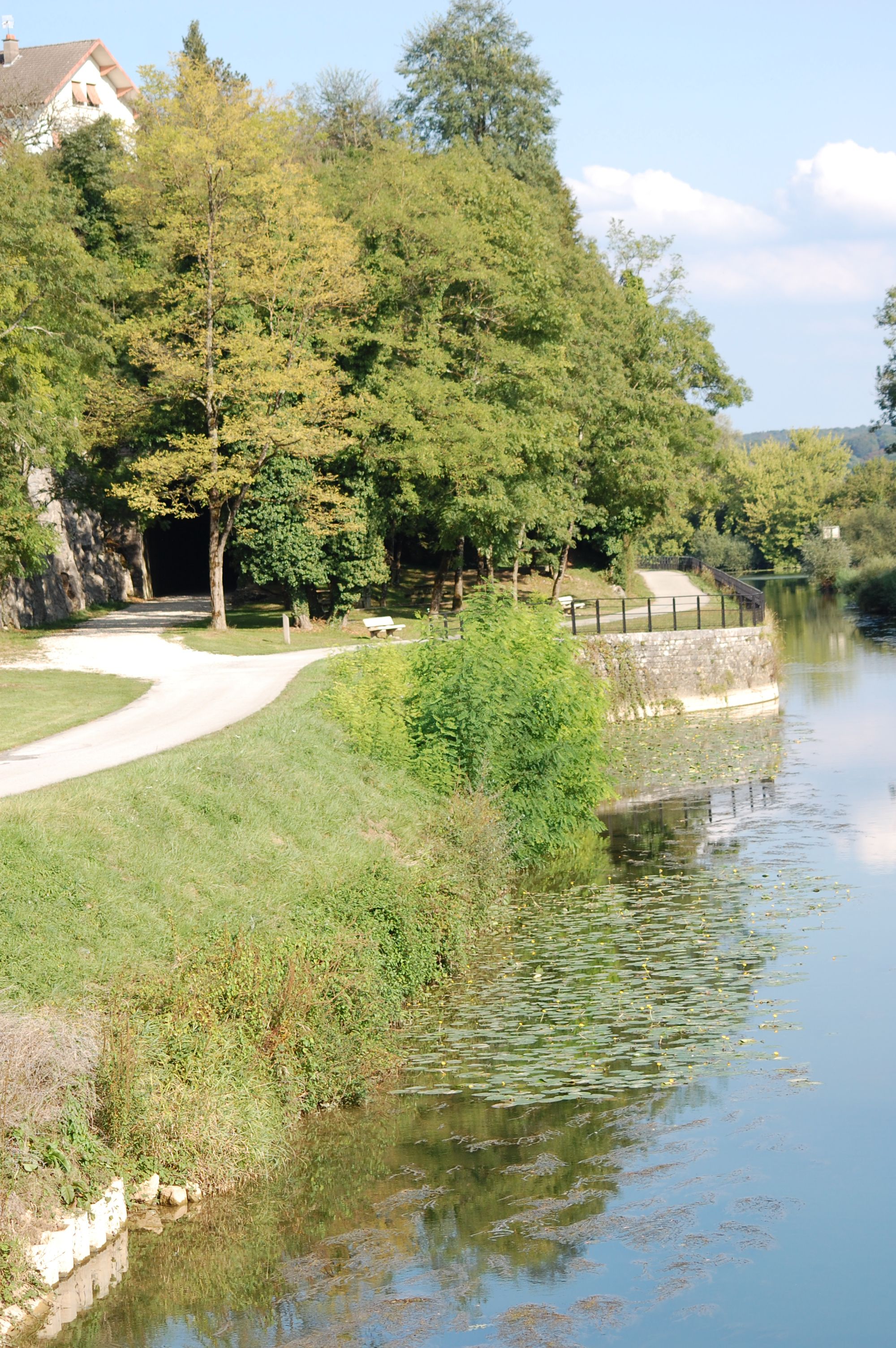
Véloroute.

## Personnalités liées à la commune
- Paul Bornet (1878-1949) est né dans la commune.
- Henri Paul (1931-2005) né à Ranchot, est un agriculteur qui fonda le premier GAEC du Jura. Maire de la commune pendant 42 ans (de 1959 à 2001). Il a reçu plusieurs décorations parmi lesquelles la Légion d'Honneur et le Mérite Agricole.